# Ernst Wullekopf

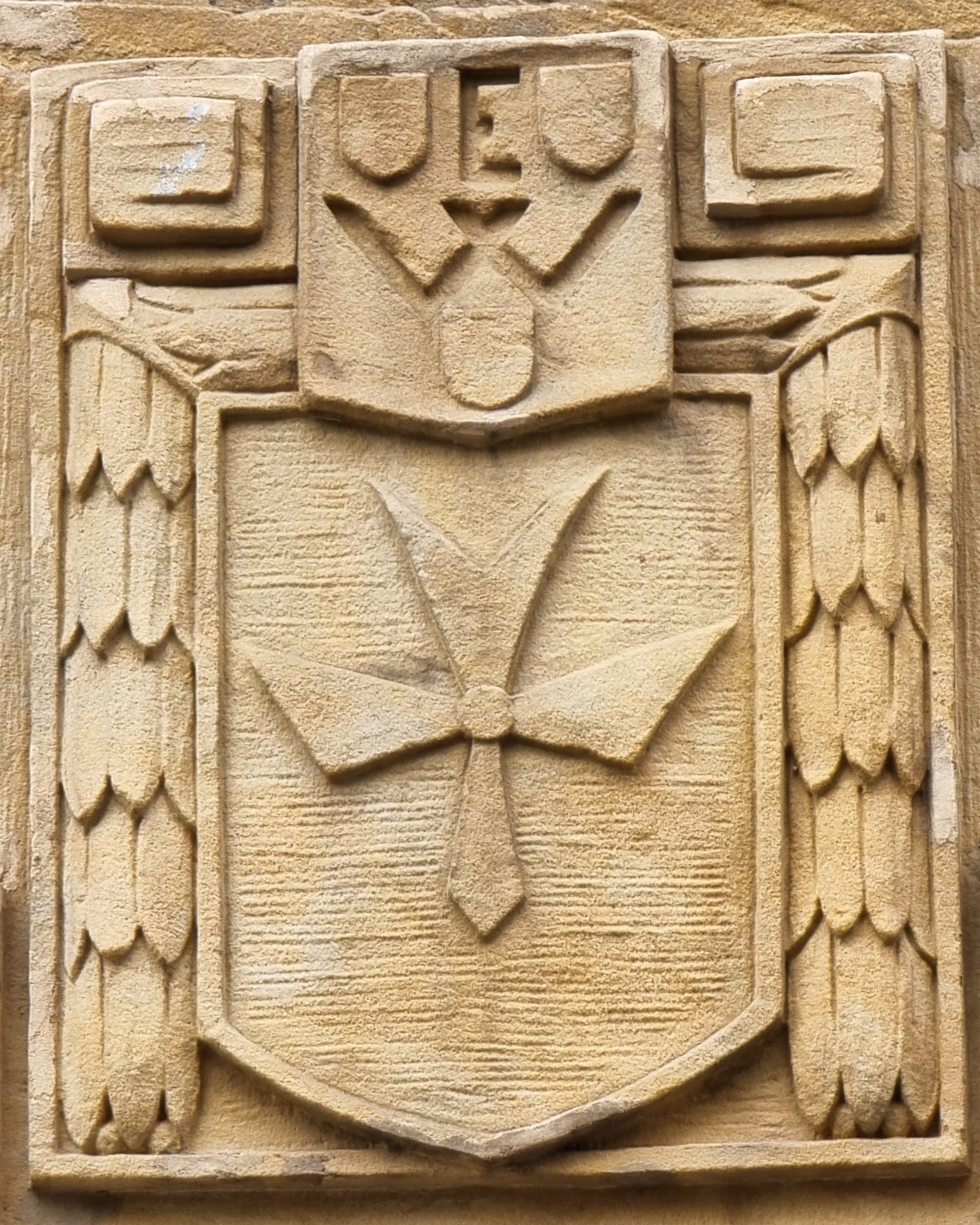
Initialen E W und die – ähnliche – fliegende Taube als Hüttenzeichen der Bauhütte zum weißen Blatt;
Fassade der Dresdner Bank, Hannover

Ernst Wullekopf (geboren 12. April 1858 in Pattensen; gestorben 22. Mai 1927 in Hannover) war ein deutscher Privatarchitekt und Fürstlich Schaumburg-Lippischer Baurat. Nach seinen Plänen entstanden zahlreiche Bauten in Hannover, Rinteln, Bückeburg sowie das später zum Hotel umgebaute Molino Stucky in Venedig.

## Leben
Nach seinem Schulabschluss besuchte Wullekopf zunächst die Privatanstalt von Louis Glackemeyer in Hannover, bevor er 1876 bis 1877 und erneut 1880 bis 1881 an der hannoverschen Polytechnischen Schule (ab 1879: Technische Hochschule) studierte.
Ab 1883 wirkte Wullekopf als Architekt vor allem in Hannover, trat 1886 als Mitglied der hannoverschen Bauhütte zum weißen Blatt bei. Zeitweilig arbeitete er in den Jahren 1898 bis 1902 auch in Assoziation mit dem Bauingenieur Friedrich Krukenberg.
Wullekopf beteiligte sich 1898 an der zum 80. Geburtstag von Conrad Wilhelm Hase im späteren Künstlerhaus gezeigten Ausstellung mit Zeichnungen und Exponaten seiner Schüler und Anhänger.
Etwa ab 1911 und bis 1920 wirkte Wullekopf, der 1912 zum Fürstlich Schaumburg-Lippischen Baurat ernannt wurde, als Berater der Bückeburger Eigenheim-Baugesellschaft in Bückeburg. Daneben fungierte er als Geschäftsführer der in Hannover ansässigen Firma Corpshaus Vandalia GmbH, die 1921 liquidiert wurde.

## Werke (Auswahl)

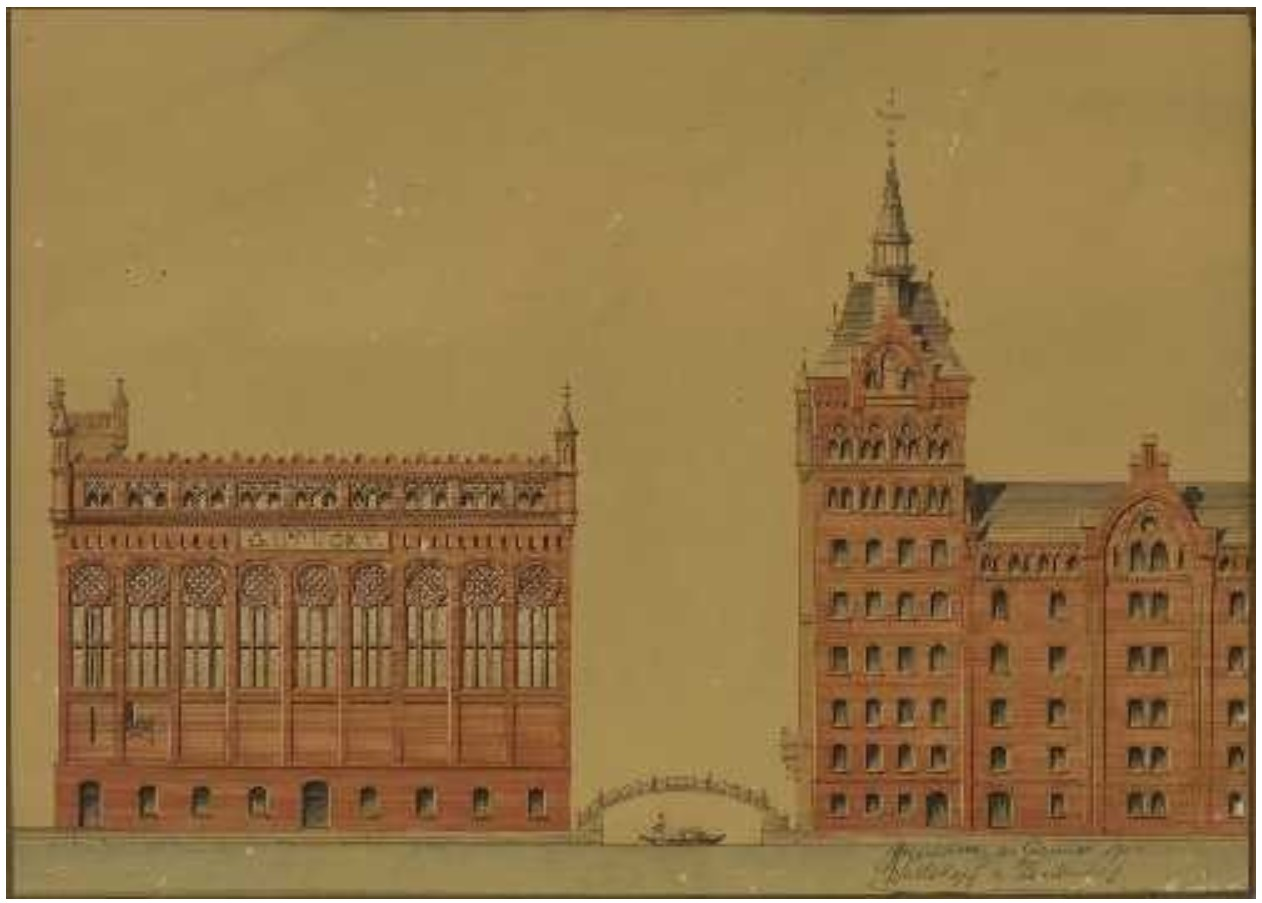
1905 datiertes „Projekt zu einem Silospeicher von 8000 Tonnen für Herrn G. Stucky“;
Aquarellfarben und Stift auf Karton, 43 cm × 53 cm

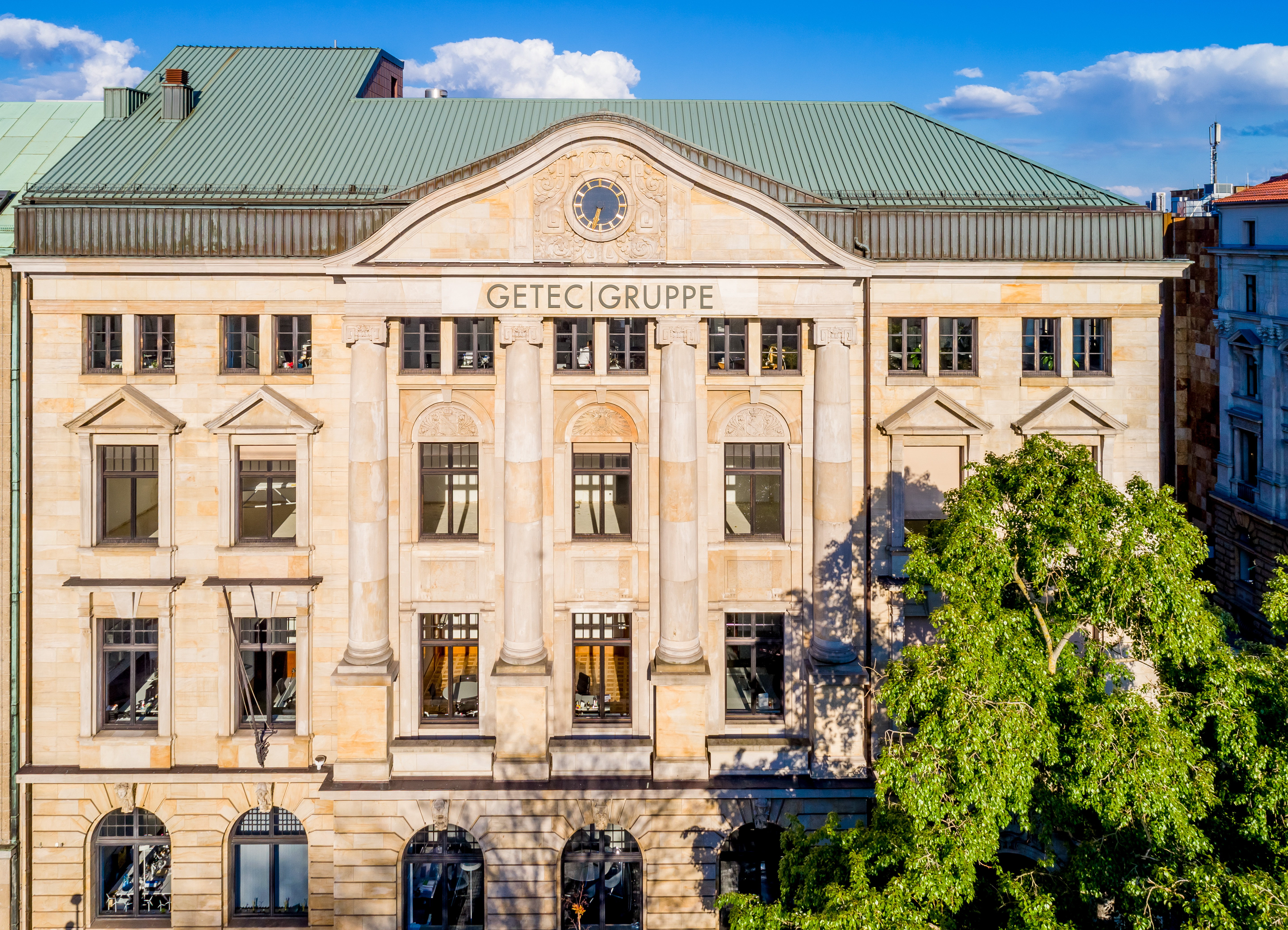
Ehemalige Dresdner Bank in Hannover

- 1892–1893 Hannover, Große Packhofstraße 21, Umbau-Leitung Restaurant Mönchsbräu, Spezialausschank; Bauherr Mönchshof-Brauerei mit Sitz in Kulmbach; nicht erhalten[2]
- 1893–1925 Hannover, Hildesheimer Straße 132: Erweiterungsbauten für die Städtische Lagerbier-Brauerei (Gilde-Brauerei)[2]
- 1895–1897 Venedig (Italien), Canale della Giudecca: Molino Stucky (Getreidemühle); erhalten[2]
- 1905–1906 Hannover, An der Börse 4 (früher: Theaterplatz 4) Ecke Sophienstraße: Dresdner Bank; erhalten[2]